# Мадуса
Де́бра Э́нн Мике́ли (англ. Debrah Ann Miceli, род. 9 февраля 1964, Милан) — американская водительница монстр-траков и бывший рестлер итальянского происхождения. С 2015 года она является распорядителем японского промоушена World Wonder Ring Stardom. В рестлинге Микели также известна под именем Ала́ндра Блейз (англ. Alundra Blayze), которое она использовала во время выступлений в World Wrestling Federation. За пределами WWF она выступала под своим именем Маду́са (англ. Madusa, сокращение от Made in the USA). Её ранняя карьера прошла в American Wrestling Association, где она владела титулом чемпиона мира среди женщин AWA. В 1988 году она стала первой женщиной, получившей награду «Новичок года» по версии Pro Wrestling Illustrated. В следующем году она подписала контракт с All Japan Women’s Pro-Wrestling, став первым иностранным рестлером, сделавшим это.
Позже она присоединилась к World Championship Wrestling (WCW), где была членом «Опасного альянса», группы рестлеров под руководством Пола И. Денджеросли. В 1993 году она перешла в конкурирующую World Wrestling Federation (WWF) под именем Аландра Блейз. В WWF она враждовала с Булл Накано и Бертой Фей, трижды становилась чемпионкой WWF среди женщин. Через два года после перехода в WWF, Микели вернулась в WCW, появившись в эпизоде Monday Nitro, где выбросила пояс чемпиона WWF среди женщин в мусорную корзину; в результате она попала в чёрный список WWF на следующие 20 лет. Во время своей второй части карьеры в WCW, Микели враждовала с Булл Накано и Оклахомой, и стала первой женщиной, владевшей титулом чемпиона WCW в первом тяжёлом весе. После обучения таких рестлеров, как Торри Уилсон, Стэйси Киблер и Нора Гринвальд (Молли Холли) в WCW Power Plant, она покинула компанию в 2001 году. 28 марта 2015 года она была включена в Зал славы WWE под псевдонимом Аландра Блейз.
Микели участвует в соревнованиях монстр-траков. Она управляет грузовиком по под названием Мадуса и в 2004 году стала сочемпионом в мировом финале Monster Jam по фристайлу в первом в истории трехстороннем зачете. В следующем году она была единственной женщиной-участницей Суперкубка по автоспорту и выиграла чемпионат по гонкам в мировом финале Monster Jam.

## Личная жизнь

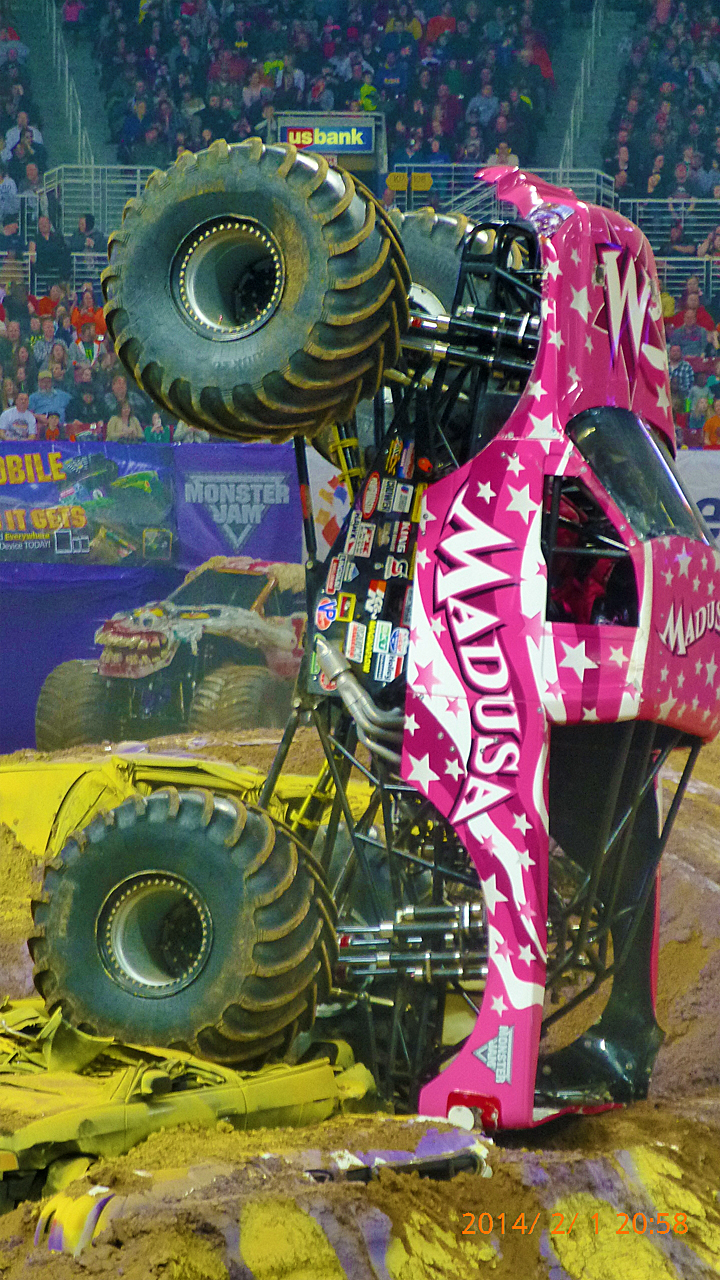
Монстр-трак Микели «Мадуса» на фестивале Monster Jam

Микели родилась в Милане, Италия, но воспитывалась в нескольких приемных семьях в Миннеаполисе. До прихода в рестлинг она занималась гимнастикой и легкой атлетикой, а в 14 лет работала в ресторане быстрого питания Arby's. В начале своей рестлинг-карьеры она также подрабатывала медсестрой.
После недолгого первого брака с Эдди Гилбертом в 1990 году, второй брак Микели заключила 14 февраля 1998 года с игроком НФЛ Кеном Блэкманом, через восемь месяцев после их знакомства в июне 1997 года. Они жили вместе в Цинциннати и Хомосассе, Флорида. В 1998 году они открыли магазин мотоциклов под названием Spookee Custom Cycles, который делал мотоциклы для других игроков НФЛ, таких как Кимо фон Оелхоффен, Дарней Скотт, Брэдфорд Банта и Дэн Уилкинсон. В 2008 году, пара развелась. 25 июня 2011 года Микели вышла замуж за Алана Джонасона, сержант-майора армии США. Свадьба состоялась в Грейсленде и транслировалась через интернет для более чем 22 000 поклонников.
В 1995 году она снялась в фильмах Shootfighter II, Death Match и Intersanction II. В Японии она выпустила диск с песнями на японском языке. Она владеет груминг- и спа-салоном для животных и пекарней для собак под названием Koolkats and Hotdogs в Леканто, Флорида. В феврале 2004 года она давала комментарии к лодочным гонкам.

## Титулы и достижения
- All Japan Women’s Pro-Wrestling
  - Чемпион мира IWA среди женщин (2 раза)
  - Лиша лучших команд (1989) — с Митсуко Нисиваки
- American Wrestling Association
  - Чемпион мира AWA среди женщин (1 раз)
- Cauliflower Alley Club
  - Премия имени Железного Майка Мазурки (2020)
- International World Class Championship Wrestling
  - Чемпион IWCCW среди женщин (1 time)
- Pro Wrestling Illustrated
  - Новичок года (1988)
  - Премия Стэнли Уэстона (2020)
- World Championship Wrestling
  - Чемпиона WCW в первом тяжёлом весе (1 time)
- World Wrestling Federation/WWE
  - Чемпион WWE 24/7 (1 раз)
  - Чемпион WWF среди женщин (3 раза)
  - Турнир за звание чемпиона WWF среди женщин (1993)
  - Зал славы WWE (2015)